# Коко-Цос
Коко-Цос, Хухучос — один из сподвижников Тэмуджина-Чингисхана, нойон-тысячник.

## Биография
Происходил из рода баарин; вместе с соплеменником Хорчи-Усуном оказался на службе у Тэмуджина после решения последнего образовать собственный улус. На курултае 1206 года был одним из девяноста пяти человек, пожалованных Чингисханом в нойоны-тысячники. Тогда же Чингисхан, обращаясь к своим сыновьям Джучи, Чагатаю и Угэдэю, повелел им не принимать важных решений, «не посоветовавшись с Хунаном (предводителем племени гэнигэсов, также нойоном-тысячником) и Коко-Цосом». В дальнейшем Коко-Цос был приставлен к Чагатаю якобы за крутой нрав и скрытность последнего, и обязывался навещать его и обсуждать с ним задуманное.
В «Сокровенном сказании монголов» Коко-Цосу приписываются следующие слова, обращённые к Чагатаю после ссоры с Джучи:

Небо звездное, бывало,

Поворачивалось —

Вот какая распря шла

Всенародная.

На постель тут не ложилися,

Все добычей поживлялися,

Мать широкая земля

Содрогалася —

Вот какая распря шла

Всеязычная. <…>
— Сокровенное сказание